# Toshiba
Toshiba Corporation (株式会社東芝, Kabushiki-gaisha Tōshiba) é um conglomerado multinacional japonês sediado em Tóquio, Japão. Seus produtos e serviços diversificados incluem equipamentos e sistemas de tecnologia da informação e comunicações, componentes e materiais eletrônicos, sistemas de energia, sistemas de infraestrutura industrial e social, eletroeletrônicos, eletrodomésticos, equipamentos médicos, equipamentos de escritório, iluminação e logística.
Toshiba foi fundada em 1939 como Tokyo Shibaura Denki através da fusão da Shibaura Seisaku-sho e Tokyo Denki. O nome da empresa foi oficialmente mudado para Toshiba Corporation em 1978. A Toshiba fez um grande número de aquisições corporativas durante sua história, incluindo a Semp em 1977, a Westinghouse Electric LLC em 2006, a Landis+Gyr em 2011, e um negócio de ponto de venda da IBM em 2012.
A divisão de soluções para os segmentos de Transmissão e Distribuição de energia recebeu o nome de Toshiba América do Sul, com plantas em Curitiba, Contagem e Betim, e escritórios em São Paulo e Rio de Janeiro. A empresa surgiu da fusão entre a Shibaura Seisaku-sho e a Tokyo Denki em 1938, originalmente como Tokyo Shibaura Denki, só mudando para Toshiba em 1978.

## A marca no Brasil
A empresa se estabeleceu no Brasil no ano de 1968 como um fabricante de transformadores. O ano de 1977 foi marcante para a TOSHIBA no Brasil, pois a empresa japonesa celebrou um acordo de participação acionária e tecnológica com a SEMP (Sociedade Eletro Mercantil Paulista), fundada em 1942 na cidade de São Paulo e responsável pela fabricação do rádio “capelinha” e do primeiro televisor 20 polegadas em cores do país. Essa união resultou na formação da SEMP TOSHIBA, empresa responsável pelo lançamento do televisor com tela widescreen (16:9) em formato de cinema; TV Multimídia, com 21 polegadas, que funcionava como televisor e monitor de computador; TV combinada com videocassete nos tamanhos 29 e 34 polegadas. Todas essas novidades fizeram da empresa no Brasil uma das mais reconhecidas e atuantes em seu segmento, além do slogan “os nossos japoneses são mais criativos que os japoneses dos outros”,que marcou história da publicidade brasileira.